# Chalcophaps stephani
Rola-esmeralda-de-dorso-castanho ou rola-de-dorso-castanho (Chalcophaps stephani) é uma espécie de ave da família Columbidae.
Pode ser encontrada nos seguintes países: Indonésia, Papua-Nova Guiné e Ilhas Salomão.